# Wybory prezydenckie w Polsce w 2000 roku

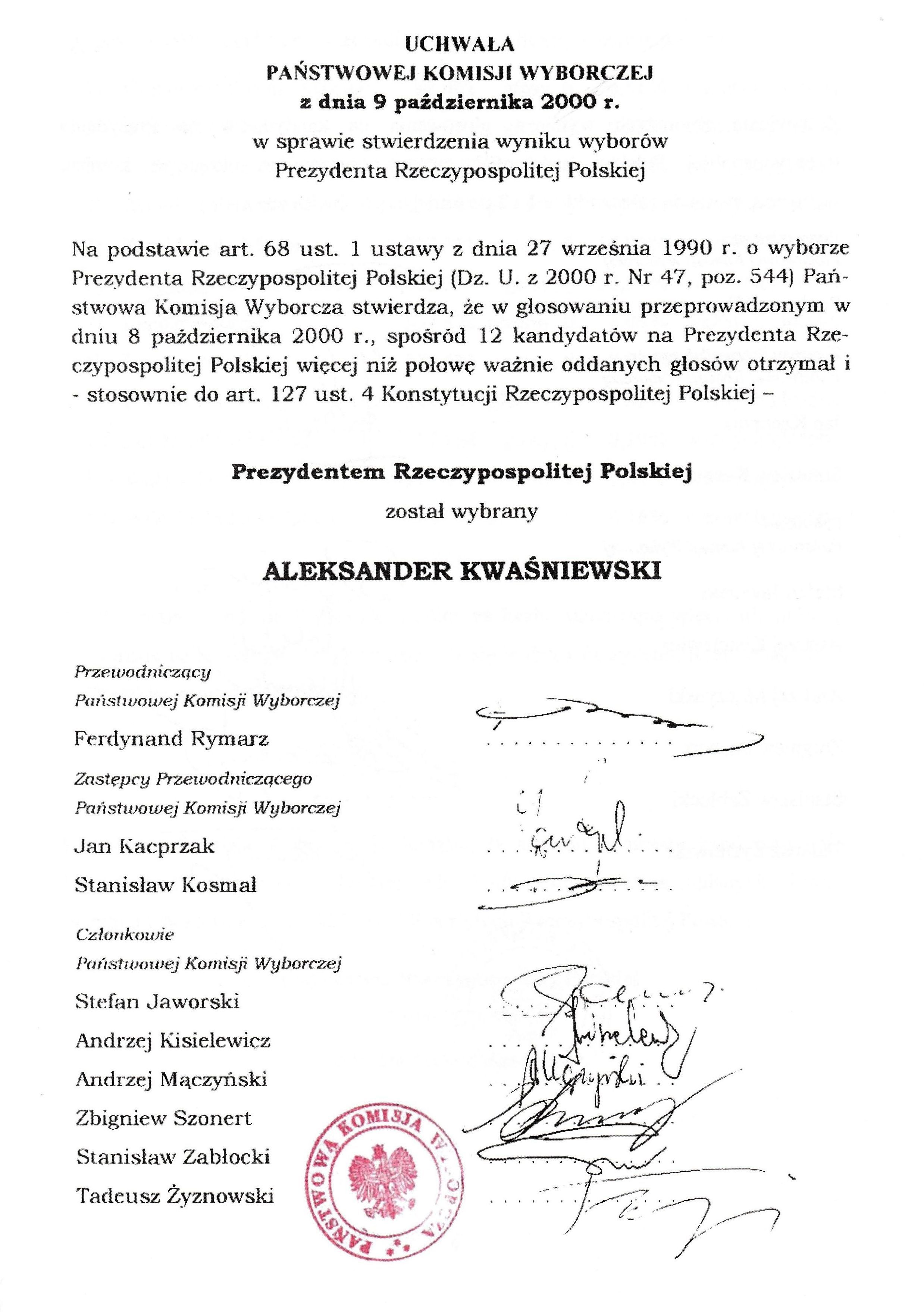
Uchwała Państwowej Komisji Wyborczej z dnia 9 października 2000 r. w sprawie stwierdzenia wyników wyborów Prezydenta Rzeczypospolitej Polskiej

Wybory prezydenckie w Polsce w 2000 odbyły się 8 października. O urząd prezydenta ubiegało się początkowo 13 kandydatów, jednak Jan Olszewski wycofał swą kandydaturę przed wyborami na rzecz Mariana Krzaklewskiego. Frekwencja wyborcza wyniosła 61,12%.
Nie odbyła się II tura wyborów, ponieważ po raz pierwszy w historii bezpośrednich wyborów prezydenckich w Polsce, jeden z kandydatów otrzymał w I turze ponad 50% ważnie oddanych głosów. Pierwszy raz w historii III RP (po 1989) doszło do reelekcji urzędującego prezydenta.

## Komitety wyborcze
Zarejestrowano następujące komitety wyborcze kandydatów z wymaganą liczbą 1000 podpisów:
- Marian Antosz – specjalista rehabilitacji leczniczej
- Marek Ciesielczyk – wiceprzewodniczący rady miasta Tarnowa
- Krystyna Górniak – radna gminy Warszawa-Centrum i dzielnicy Mokotów
- Dariusz Grabowski – poseł i prezes Stronnictwa Polska Racja Stanu
- Piotr Ikonowicz – poseł i przewodniczący Polskiej Partii Socjalistycznej
- Jarosław Kalinowski – poseł i prezes Polskiego Stronnictwa Ludowego, były wicepremier
- Janusz Korwin-Mikke – prezes Unii Polityki Realnej, były poseł
- Marian Krzaklewski – poseł i przewodniczący klubu parlamentarnego Akcji Wyborczej Solidarność z Ruchu Społecznego AWS
- Aleksander Kwaśniewski – urzędujący prezydent
- Andrzej Lepper – przewodniczący Samoobrony RP
- Jan Łopuszański – poseł i prezes Porozumienia Polskiego
- Andrzej Olechowski – ekonomista, były minister
- Jan Olszewski – poseł i prezes Ruchu Odbudowy Polski, były premier
- Mieczysław Pawlak – prezes Polskiego Stronnictwa Ludowego (Mikołajczykowskiego), były poseł
- Bogdan Pawłowski – przedsiębiorca
- Marian Rembelski – nauczyciel
- Bogusław Rybicki – działacz Stronnictwa Narodowo-Demokratycznego
- Bolesław Tejkowski – przewodniczący Polskiej Wspólnoty Narodowej
- Lech Wałęsa – przewodniczący Chrześcijańskiej Demokracji III RP, były prezydent
- Zbigniew Wesołowski – stoczniowiec, pedagog, właściciel wydawnictwa „Heliograf”
- Tadeusz Wilecki – działacz Stronnictwa Narodowego

## Tło kampanijne

### Charakterystyka zarejestrowanych kandydatów
Aleksander Kwaśniewski – wiele miesięcy przed rozpoczęciem kampanii Aleksander Kwaśniewski cieszył się poparciem ponad 70% społeczeństwa. Podczas kampanii wyborczej przypominano jego dorobek, m.in. przyjęcie Polski do NATO, poprawną kohabitację z rządem AWS-UW oraz kontakty międzynarodowe. Urok osobisty i talent polityczny miały rekompensować brak wyższego wykształcenia. Błędy i niezręczności zjednywały Aleksandrowi Kwaśniewskiemu sympatię wyborców. Kampania prezydenta miała charakter pozytywny i spokojny. Sam kandydat podczas wiecu wyborczego na Suwalszczyźnie wypowiedział się na temat wprowadzenia renty socjalnej dla starszych bezrobotnych, co wywołało nerwowe reakcje w sztabie AWS. Główne hasło wyborcze prezydenta brzmiało „Dom wszystkich Polska”. W kampanię prezydenta zaangażowały się SLD i Unia Pracy, zbierając podpisy i rozdając około 2 miliony pocztówek. Prezydent odmówił debaty z kandydatami przed I turą wyborów. Wśród popierających kandydaturę prezydenta byli m.in. Maryla Rodowicz, Cezary Pazura czy Irena Santor. Pod koniec sierpnia był on liderem sondaży, miał 66% zwolenników. Największy spadek poparcia przyniosła Aleksandrowi Kwaśniewskiemu sprawa wizyty w 1997 w Kaliszu, podczas której Marek Siwiec wykonał na polecenie prezydenta gesty powitalne związane z osobą Jana Pawła II. Skutkiem taśmy była utrata około 10% poparcia, krytyka ze strony biskupów oraz uchwały o uznaniu prezydenta za persona non grata przez rady miast rządzonych przez AWS.
Andrzej Olechowski – kandydat obywatelski popierany przez wielu znanych Polaków. Poparcia udzielili mu m.in. Czesław Miłosz, Jan Nowak-Jeziorański, Zbigniew Religa czy Zbigniew Hołdys. W kampanii Andrzej Olechowski był pokazywany spacerujący ze współpracownikami ulicami miast. W kampanię zaangażował się przewodniczący Unii Wolności, a jego głównym elektoratem była większość elektoratu tej partii (choć ona sama nie udzieliła mu poparcia). Hasło kandydata brzmiało „Przejdźmy do konkretów”. Jego kandydatura była marginalizowana przez sztaby wyborcze Aleksandra Kwaśniewskiego i Mariana Krzaklewskiego. Pod koniec sierpnia zajmował 2. miejsce z wynikiem 11% zwolenników.
Marian Krzaklewski – był kandydatem obozu „Solidarności”. Głównym celem kampanii było umocnienie prawicowego elektoratu. Był postrzegany jako działacz związkowy niestroniący od radykalnych metod walki. Miał wysoki negatywny elektorat sięgający 40%. Kandydat prowadził kampanię negatywną wymierzoną w urzędującego prezydenta. Między innymi wykorzystano wypowiedzi na okoliczność 20. rocznicy powstania „Solidarności”, czy też kwestię zakupu mieszkania w Warszawie o powierzchni 78 m² za 5% wartości z 1990. Najcięższy wymiar miała wspomniana przy okazji Aleksandra Kwaśniewskiego sprawa wizyty prezydenta w 1997 w Kaliszu. Problemem kandydata był nieformalny wpływ na rząd i odpowiedzialność za jego działania. Kandydat w kampanii złożył obietnicę powszechnego uwłaszczenia. Pierwotnie hasłem kampanii było „Krzak – Tak”, zostało ono zastąpione hasłem „Bezpieczna przyszłość – rodzina na swoim”. Wśród osobistości zwolennikami Mariana Krzaklewskiego byli: Tomasz Strzembosz, Wojciech Kilar czy Jan Pietrzak. Pod koniec sierpnia miał 9% zwolenników.
Andrzej Lepper – kandydat Samoobrony wielokrotnie organizujący rolnicze protesty. W 1999 zyskał szerokie poparcie z uwagi na kryzys na rynku mięsnym. Na skutek nagłośnienia protestów przez niechętną rządowi telewizję publiczną marginalny kandydat zyskał poparcie nie tylko wśród mieszkańców wsi. W kampanii głosił, że w Polsce mamy do czynienia z ludobójstwem ekonomicznym.
Jarosław Kalinowski – kandydat PSL, absolwent Szkoły Głównej Gospodarstwa Wiejskiego i były wójt gminy Somianka. Hasło wyborcze kandydata brzmiało „Czas na zmiany”. W kampanii obok mieszkańców wsi starał się pozyskać dla swojej kandydatury mieszkańców małych miast. Kandydat unikał krytyki lidera Samoobrony.
Lech Wałęsa – po przegranej w wyborach prezydenckich w 1995 w kolejnych wyborach były prezydent nie miał szans na wygraną. Według sondażu CBOS z 2 sierpnia był liderem w rankingu polityków, na których Polacy na pewno nie będą głosować. Jego osobę wskazało 61% badanych. Pod koniec sierpnia miał 2% zwolenników.
Wśród pozostałych kandydatów byli liderzy i inni przedstawiciele marginalnych ugrupowań politycznych, m.in. konserwatywno-liberalny eurosceptyk Janusz Korwin-Mikke, były prawicowy premier Jan Olszewski, socjalista Piotr Ikonowicz oraz narodowcy: Dariusz Grabowski, generał Tadeusz Wilecki i Bogdan Pawłowski.

### Lustracja
W kampanii pojawiła się sprawa lustracji kandydatów. Sprawa budziła emocje z uwagi na zarzuty wobec Lecha Wałęsy i Aleksandra Kwaśniewskiego. Nowa ustawa lustracyjna powodowała, że w przypadku stwierdzenia kłamstwa lustracyjnego sąd lustracyjny mógł wydać wyrok zakazujący startu w wyborach. Pozytywne rozpatrzenie sprawy lustracji zamknęło wątek w kampanii.

### Prawybory w Nysie
Przed wyborami prezydenckimi odbyły się prawybory w Nysie. Mimo że lider sondaży nie pojawił się w dniu głosowania, a sztab konkurenta zrobił mu antyreklamę z wódką goleniówką, nawiązując do wizyty w Charkowie, zdobył on ponad 53,7% głosów.

## Wyniki oficjalnych kandydatów
| Zdjęcie    | Imię i nazwisko        | Data i miejsce urodzenia           | Wykształcenie       | Przynależność partyjna i poparcie partii | Głosy      | Procent |
| ---------- | ---------------------- | ---------------------------------- | ------------------- | --- | ---------- | ------- |
|            | Aleksander Kwaśniewski | 15 listopada 1954 (45) Białogard   | średnie             | bezpartyjny (popierany przez Sojusz Lewicy Demokratycznej, Unię Pracy, Partię Ludowo-Demokratyczną, Stronnictwo Demokratyczne i Krajową Partię Emerytów i Rencistów)                                                                          | 9 485 224  | 53,90%  |
|            | Andrzej Olechowski     | 9 września 1947 (53) Kraków        | wyższe (dr)         | bezpartyjny (popierany przez Stronnictwo Konserwatywno-Ludowe) | 3 044 141  | 17,30%  |
|            | Marian Krzaklewski     | 23 sierpnia 1950 (50) Kolbuszowa   | wyższe (dr)         | Ruch Społeczny Akcja Wyborcza Solidarność (popierany przez Zjednoczenie Chrześcijańsko-Narodowe, Porozumienie Polskich Chrześcijańskich Demokratów i po rezygnacji Jana Olszewskiego także przez Ruch Odbudowy Polski i Porozumienie Centrum) | 2 739 621  | 15,57%  |
|            | Jarosław Kalinowski    | 12 kwietnia 1962 (38) Wyszków      | wyższe (inż.)       | Polskie Stronnictwo Ludowe | 1 047 949  | 5,95%   |
|            | Andrzej Lepper         | 13 czerwca 1954 (46) Stowięcino    | średnie zawodowe    | Samoobrona Rzeczpospolitej Polskiej | 537 570    | 3,05%   |
|            | Janusz Korwin-Mikke    | 27 października 1942 (57) Warszawa | wyższe (mgr)        | Unia Polityki Realnej | 252 499    | 1,43%   |
|            | Lech Wałęsa            | 29 września 1943 (57) Popowo       | zasadnicze zawodowe | Chrześcijańska Demokracja III Rzeczypospolitej Polskiej | 178 590    | 1,01%   |
|            | Jan Łopuszański        | 10 czerwca 1955 (45) Gdańsk        | wyższe (mgr)        | Porozumienie Polskie (popierany przez Narodowe Odrodzenie Polski) | 139 682    | 0,79%   |
|            | Dariusz Grabowski      | 28 sierpnia 1950 (50) Warszawa     | wyższe (dr)         | Stronnictwo Polska Racja Stanu (popierany przez Konfederację Polski Niepodległej – Ojczyzna, Krajowe Porozumienie Emerytów i Rencistów Rzeczypospolitej Polskiej i Polską Partię Ekologiczną – Zielonych)                                     | 89 002     | 0,51%   |
|            | Piotr Ikonowicz        | 14 maja 1956 (44) Pruszków         | wyższe (mgr)        | Polska Partia Socjalistyczna | 38 672     | 0,22%   |
|            | Tadeusz Wilecki        | 20 marca 1945 (55) Wielkie         | wyższe wojskowe     | Stronnictwo Narodowe (popierany przez Stronnictwo Narodowo-Demokratyczne) | 28 805     | 0,16%   |
|            | Bogdan Pawłowski       | 1945 (55)                          | wyższe (mgr)        | bezpartyjny (popierany przez Polskie Stronnictwo Ludowe (Mikołajczykowskie)) | 17 164     | 0,10%   |
| Razem      |                        |                                    |                     | | 17 598 919 | 100,0%  |
| Frekwencja | Frekwencja             |                                    |                     | |            | 61,12%  |

|                     | Aleksander Kwaśniewski | Aleksander Kwaśniewski | Andrzej Olechowski | Andrzej Olechowski | Marian Krzaklewski | Marian Krzaklewski | Jarosław Kalinowski | Jarosław Kalinowski | Andrzej Lepper | Andrzej Lepper | Janusz Korwin-Mikke | Janusz Korwin-Mikke | Lech Wałęsa | Lech Wałęsa | Jan Łopuszański | Jan Łopuszański | Dariusz Grabowski | Dariusz Grabowski | Piotr Ikonowicz | Piotr Ikonowicz | Tadeusz Wilecki | Tadeusz Wilecki | Bogdan Pawłowski | Bogdan Pawłowski | Frekwencja | Frekwencja |
| Województwo         | #                      | %                      | #                  | %                  | #                  | %                  | #                   | %                   | #              | %              | #                   | %                   | #           | %           | #               | %               | #                 | %                 | #               | %               | #               | %               | #                | %                | #          | %          |
| ------------------- | ---------------------- | ---------------------- | ------------------ | ------------------ | ------------------ | ------------------ | ------------------- | ------------------- | -------------- | -------------- | ------------------- | ------------------- | ----------- | ----------- | --------------- | --------------- | ----------------- | ----------------- | --------------- | --------------- | --------------- | --------------- | ---------------- | ---------------- | ---------- | ---------- |
| dolnośląskie        | 804 548                | 59,37%                 | 234 307            | 17,29%             | 193 359            | 14,27%             | 37 564              | 2,77%               | 32 696         | 2,41%          | 19 367              | 1,43%               | 11 743      | 0,87%       | 8 456           | 0,62%           | 6 906             | 0,51%             | 2 784           | 0,21%           | 2 280           | 0,17%           | 1 146            | 0,08%            | 1 355 156  | 60,60%     |
| kujawsko-pomorskie  | 614 307                | 63,77%                 | 129 817            | 13,48%             | 107 587            | 11,17%             | 46 891              | 4,87%               | 30 577         | 3,17%          | 10 838              | 1,13%               | 8 630       | 0,90%       | 6 094           | 0,63%           | 4 301             | 0,45%             | 1 963           | 0,20%           | 1 551           | 0,16%           | 730              | 0,08%            | 963 286    | 62,08%     |
| lubelskie           | 437 254                | 44,58%                 | 120 545            | 12,29%             | 160 156            | 16,33%             | 165 310             | 16,85%              | 54 448         | 5,55%          | 13 109              | 1,34%               | 8 236       | 0,84%       | 10 274          | 1,05%           | 5 627             | 0,57%             | 2 384           | 0,24%           | 2 348           | 0,24%           | 1 215            | 0,12%            | 992 537    | 59,04%     |
| lubuskie            | 302 108                | 65,83%                 | 64 834             | 14,13%             | 54 762             | 11,93%             | 11 943              | 2,60%               | 10 587         | 2,31%          | 5 532               | 1,21%               | 3 793       | 0,83%       | 1 549           | 0,34%           | 1 992             | 0,43%             | 887             | 0,19%           | 621             | 0,14%           | 336              | 0,07%            | 463 167    | 61,02%     |
| łódzkie             | 702 442                | 56,38%                 | 182 351            | 14,64%             | 156 408            | 12,55%             | 96 241              | 7,72%               | 51 901         | 4,17%          | 21 085              | 1,69%               | 11 126      | 0,89%       | 10 214          | 0,82%           | 6 216             | 0,50%             | 3 655           | 0,29%           | 2 743           | 0,22%           | 1 572            | 0,13%            | 1 260 492  | 61,45%     |
| małopolskie         | 609 687                | 41,49%                 | 349 834            | 23,81%             | 325 240            | 22,13%             | 76 503              | 5,21%               | 36 733         | 2,50%          | 24 673              | 1,68%               | 20 376      | 1,39%       | 13 273          | 0,90%           | 6 839             | 0,47%             | 2 665           | 0,18%           | 2 268           | 0,15%           | 1 261            | 0,09%            | 1 489 509  | 62,22%     |
| mazowieckie         | 1 088 018              | 45,50%                 | 484 562            | 20,71%             | 395 626            | 16,91%             | 191 095             | 8,17%               | 62 267         | 2,66%          | 40 877              | 1,75%               | 24 967      | 1,07%       | 27 181          | 1,16%           | 12 718            | 0,54%             | 5 629           | 0,24%           | 3 893           | 0,17%           | 3 103            | 0,13%            | 2 423 226  | 61,41%     |
| opolskie            | 225 373                | 54,80%                 | 77 545             | 18,86%             | 61 590             | 14,98%             | 15 288              | 3,72%               | 13 208         | 3,21%          | 6 108               | 1,49%               | 6 297       | 1,53%       | 2 270           | 0,55%           | 1 963             | 0,48%             | 768             | 0,19%           | 481             | 0,12%           | 357              | 0,09%            | 416 354    | 51,28%     |
| podkarpackie        | 370 764                | 39,34%                 | 141 942            | 15,06%             | 251 047            | 26,64%             | 90 230              | 9,57%               | 41 424         | 4,40%          | 12 162              | 1,29%               | 9 631       | 1,02%       | 13 014          | 1,38%           | 7 295             | 0,77%             | 1 614           | 0,17%           | 2 241           | 0,24%           | 1 057            | 0,11%            | 955 024    | 61,53%     |
| podlaskie           | 236 593                | 44,96%                 | 71 230             | 13,54%             | 118 171            | 22,46%             | 57 421              | 10,91%              | 21 626         | 4,11%          | 6 137               | 1,17%               | 4 260       | 0,81%       | 5 509           | 1,05%           | 2 622             | 0,50%             | 1 133           | 0,22%           | 1 077           | 0,20%           | 424              | 0,08%            | 531 682    | 58,49%     |
| pomorskie           | 498 589                | 49,57%                 | 235 571            | 23,42%             | 175 513            | 17,45%             | 26 199              | 2,60%               | 24 578         | 2,44%          | 16 328              | 1,62%               | 13 408      | 1,33%       | 7 154           | 0,71%           | 4 574             | 0,45%             | 1 697           | 0,17%           | 1 305           | 0,13%           | 891              | 0,09%            | 1 016 538  | 62,83%     |
| śląskie             | 1 325 408              | 59,56%                 | 411 435            | 18,49%             | 315 426            | 14,17%             | 41 089              | 1,85%               | 40 054         | 1,80%          | 31 310              | 1,41%               | 25 577      | 1,15%       | 11 982          | 0,54%           | 11 792            | 0,53%             | 6 129           | 0,28%           | 3 180           | 0,14%           | 1 911            | 0,09%            | 2 247 039  | 60,84%     |
| świętokrzyskie      | 355 071                | 60,51%                 | 63 596             | 10,84%             | 62 271             | 10,61%             | 60 444              | 10,30%              | 23 465         | 4,00%          | 6 804               | 1,16%               | 3 858       | 0,66%       | 4 956           | 0,84%           | 3 225             | 0,55%             | 1 610           | 0,27%           | 896             | 0,15%           | 631              | 0,11%            | 593 591    | 58,85%     |
| warmińsko-mazurskie | 393 426                | 63,67%                 | 85 007             | 13,76%             | 73 156             | 11,84%             | 26 639              | 4,31%               | 18 813         | 3,04%          | 7 049               | 1,14%               | 4 441       | 0,72%       | 4 077           | 0,66%           | 2 725             | 0,44%             | 1 273           | 0,21%           | 813             | 0,13%           | 517              | 0,08%            | 623 932    | 58,13%     |
| wielkopolskie       | 1 010 056              | 61,54%                 | 253 736            | 15,46%             | 182 069            | 11,09%             | 86 806              | 5,29%               | 52 593         | 3,20%          | 19 400              | 1,18%               | 14 656      | 0,89%       | 9 303           | 0,57%           | 6 593             | 0,40%             | 2 814           | 0,17%           | 1 978           | 0,12%           | 1 304            | 0,08%            | 1 657 874  | 66,54%     |
| zachodniopomorskie  | 493 668                | 64,01%                 | 124 802            | 16,18%             | 85 771             | 11,12%             | 17 325              | 2,25%               | 22 297         | 2,89%          | 10 955              | 1,42%               | 6 398       | 0,83%       | 3 215           | 0,42%           | 3 490             | 0,45%             | 1 601           | 0,21%           | 993             | 0,13%           | 662              | 0,09%            | 777 975    | 60,14%     |
| Polska              | 9 485 224              | 53,90%                 | 3 044 141          | 17,30%             | 2 739 621          | 15,57%             | 1 047 949           | 5,95%               | 537 570        | 3,05%          | 252 499             | 1,43%               | 178 590     | 1,01%       | 139 682         | 0,79%           | 89 002            | 0,51%             | 38 672          | 0,22%           | 28 805          | 0,16%           | 17 164           | 0,10%            | 17 598 919 | 61,12%     |

Aleksander Kwaśniewski wygrał wybory we wszystkich szesnastu województwach (utworzonych niecałe dwa lata wcześniej). Pod względem powiatów urzędujący wtedy prezydent zwyciężył w prawie wszystkich powiatach z wyjątkiem: 
- łomżyńskiego i wysokomazowieckiego (województwo podlaskie) – wygrana Jarosława Kalinowskiego z PSL;
- miasta Sopot – w tym mieście najlepszy był Andrzej Olechowski (kilka miesięcy po wyborach wraz z Donaldem Tuskiem i Maciejem Płażyńskim założył Platformę Obywatelską);
- nowosądeckiego, limanowskiego, podhalańskiego, tatrzańskiego (województwo małopolskie), rzeszowskiego, ropczycko-sędziszowskiego, kolbuszowskiego, łańcuckiego, leżajskiego (województwo podkarpackie) i janowskiego (województwo lubelskie) – najwięcej głosów ważnych z tych powiatów zdobył zdobywca miejsca trzeciego w kraju, Marian Krzaklewski z AWS.

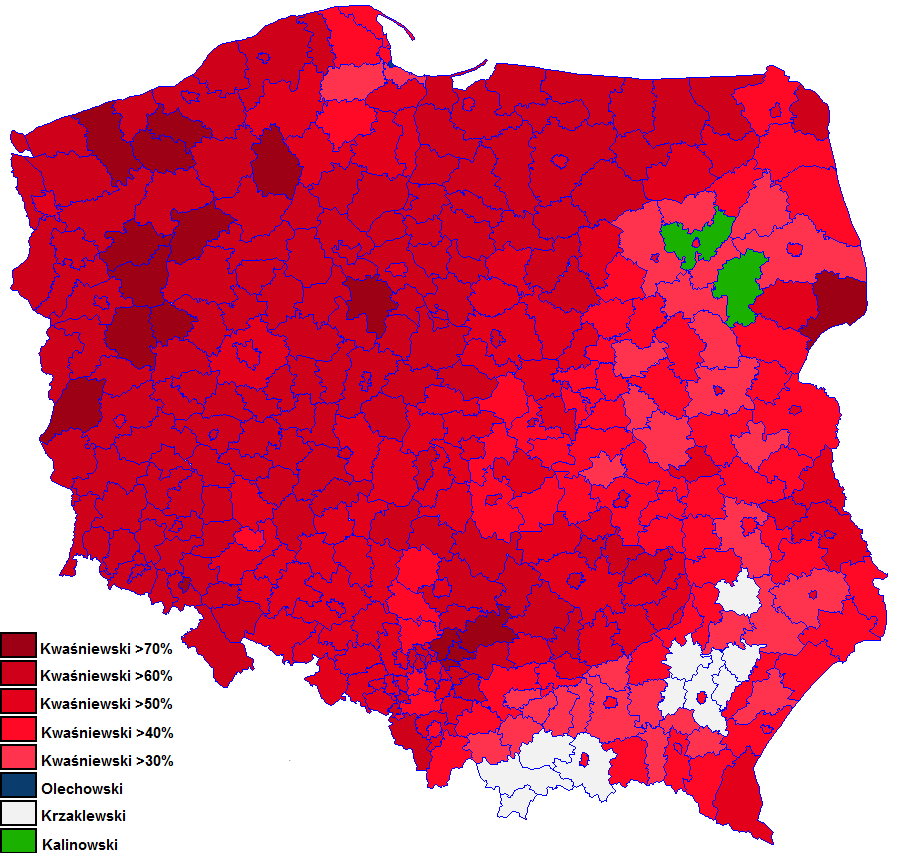
Zwycięzcy wyborów w poszczególnych powiatach

| Kandydat, który zrezygnował: |                 |                                |               |                                                             |                           |
| Zdjęcie                      | Imię i nazwisko | Data i miejsce urodzenia       | Wykształcenie | Przynależność partyjna i poparcie partii                    | Data rezygnacji kandydata |
| Jan Olszewski                | Jan Olszewski   | 20 sierpnia 1930 (70) Warszawa | wyższe (mgr)  | Ruch Odbudowy Polski (popierany przez Porozumienie Centrum) | 2 października 2000       |